# Anton Anatolyevich Bobyor
Bản mẫu:Eastern Slavic name
Anton Anatolyevich Bobyor (tiếng Nga: Антон Анатольевич Бобёр; sinh ngày 28 tháng 9 năm 1982) là một tiền vệ bóng đá người Nga. Anh thi đấu cho F.K. Krylia Sovetov Samara và F.K. Krylia Sovetov-2 Samara.

## Sự nghiệp quốc tế
Bobyor thi đấu trận quốc tế duy nhất cho Russia vào ngày 27 tháng 3 năm 2002 trong trận giao hữu với Estonia.

## Thống kê sự nghiệp
Tính đến 4 tháng 11 năm 2017
| Câu lạc bộ                      | Mùa giải             | Giải vô địch                | Giải vô địch | Giải vô địch | Cúp     | Cúp       | Châu lục | Châu lục  | Tổng cộng | Tổng cộng |
| Câu lạc bộ                      | Mùa giải             | Hạng đấu                    | Số trận      | Bàn thắng    | Số trận | Bàn thắng | Số trận  | Bàn thắng | Số trận   | Bàn thắng |
| ------------------------------- | -------------------- | --------------------------- | ------------ | ------------ | ------- | --------- | -------- | --------- | --------- | --------- |
| KamAZ-Chally Naberezhnye Chelny | 1998                 | FNL                         | 1            | 0            | 0       | 0         | –        | –         | 1         | 0         |
| KamAZ-Chally Naberezhnye Chelny | 1999                 | PFL                         | 19           | 3            | 1       | 0         | –        | –         | 20        | 3         |
| KamAZ-Chally Naberezhnye Chelny | Tổng cộng            | Tổng cộng                   | 20           | 3            | 1       | 0         | 0        | 0         | 21        | 3         |
| Krylia Sovetov-2 Samara         | 2000                 | PFL                         | 12           | 2            | –       | –         | –        | –         | 12        | 2         |
| Krylia Sovetov Samara           | 2000                 | Giải bóng đá ngoại hạng Nga | 7            | 0            | 0       | 0         | –        | –         | 7         | 0         |
| Krylia Sovetov Samara           | 2001                 | Giải bóng đá ngoại hạng Nga | 17           | 1            | 2       | 0         | –        | –         | 19        | 1         |
| Krylia Sovetov Samara           | 2002                 | Giải bóng đá ngoại hạng Nga | 29           | 2            | 2       | 0         | 4        | 1         | 35        | 3         |
| Krylia Sovetov Samara           | 2003                 | Giải bóng đá ngoại hạng Nga | 21           | 2            | 4       | 0         | –        | –         | 25        | 2         |
| Krylia Sovetov Samara           | 2004                 | Giải bóng đá ngoại hạng Nga | 13           | 1            | 4       | 0         | –        | –         | 17        | 1         |
| Krylia Sovetov Samara           | 2005                 | Giải bóng đá ngoại hạng Nga | 24           | 3            | 5       | 1         | 4        | 1         | 33        | 5         |
| Krylia Sovetov Samara           | 2006                 | Giải bóng đá ngoại hạng Nga | 25           | 2            | 2       | 0         | –        | –         | 27        | 2         |
| Krylia Sovetov Samara           | 2007                 | Giải bóng đá ngoại hạng Nga | 28           | 4            | 3       | 2         | –        | –         | 31        | 6         |
| Krylia Sovetov Samara           | 2008                 | Giải bóng đá ngoại hạng Nga | 27           | 8            | 2       | 0         | –        | –         | 29        | 8         |
| Krylia Sovetov Samara           | 2009                 | Giải bóng đá ngoại hạng Nga | 26           | 1            | 0       | 0         | 2        | 1         | 28        | 2         |
| Krylia Sovetov Samara           | 2010                 | Giải bóng đá ngoại hạng Nga | 24           | 1            | 0       | 0         | –        | –         | 24        | 1         |
| Krylia Sovetov Samara           | 2011–12              | Giải bóng đá ngoại hạng Nga | 33           | 4            | 1       | 0         | –        | –         | 34        | 4         |
| Krylia Sovetov Samara           | Tổng cộng            | Tổng cộng                   | 274          | 29           | 25      | 3         | 10       | 3         | 309       | 35        |
| Mordovia Saransk                | 2012–13              | Giải bóng đá ngoại hạng Nga | 26           | 3            | 1       | 0         | –        | –         | 27        | 3         |
| Mordovia Saransk                | 2013–14              | FNL                         | 27           | 10           | 3       | 1         | –        | –         | 30        | 11        |
| Mordovia Saransk                | 2014–15              | Giải bóng đá ngoại hạng Nga | 11           | 0            | 1       | 0         | –        | –         | 12        | 0         |
| Mordovia Saransk                | 2015–16              | Giải bóng đá ngoại hạng Nga | 10           | 0            | 1       | 0         | –        | –         | 11        | 0         |
| Mordovia Saransk                | Tổng cộng            | Tổng cộng                   | 74           | 13           | 6       | 1         | 0        | 0         | 80        | 14        |
| Krylia Sovetov-2 Samara         | 2017–18              | PFL                         | 11           | 0            | –       | –         | –        | –         | 11        | 0         |
| Krylia Sovetov-2 Samara         | Tổng cộng (2 spells) | Tổng cộng (2 spells)        | 23           | 2            | 0       | 0         | 0        | 0         | 23        | 2         |
| Tổng cộng sự nghiệp             | Tổng cộng sự nghiệp  | Tổng cộng sự nghiệp         | 391          | 47           | 32      | 4         | 10       | 3         | 433       | 54        |